# Île Perroquet
Île Mbini eller Île des Perroquets är en ö i Gabonviken i Gabon. Den ligger i provinsen Estuaire, i den nordvästra delen av landet, 21 km söder om huvudstaden Libreville. Arean är 0,37 kvadratkilometer. På 1800-talet möttes mpongwefolkets ledare på ön i början av varje torrtid.